# Hyundai Ioniq 5
La Hyundai Ioniq 5 est une berline compacte typée SUV (ou CUV pour Compact Utility Vehicle) électrique de la branche électrique Ioniq du constructeur automobile sud-coréen Hyundai, commercialisée à partir de 2021. Elle est le premier modèle de la branche de voitures électriques du groupe Hyundai. Elle est élue « Voiture mondiale de l'année 2022 » (World Car of the Year 2022) à l'occasion du salon de New York.

## Présentation
La Ioniq 5 est annoncée en janvier 2021 et présentée officiellement le 23 février 2021. Le constructeur la présente comme un CUV pour "Crossover Utility Vehicle" compact.
Durant le printemps 2022, la Ioniq 5 reçoit quelques modifications pour le marché européen. La batterie augmente en termes de capacité et le crossover reçoit des caméras en guise de rétroviseurs. Le rétroviseur central est également transformé en écran, affichant une meilleure rétrovision à l'aide d'une caméra placée sur le spoiler arrière.
Une pompe à chaleur est proposée sur ce crossover, en option (990 €) ou en série à partir du deuxième niveau de finition. Il possède également une banquette arrière coulissante sur 13,5 cm d'amplitude. Les jantes ont une taille de 19 pouces (20 pouces en option).
La garde au sol atteint 16 cm (17 cm avec la batterie de 58 kWh).
En 2022, la Ioniq 5 reçoit la note Green NCAP (qui évalue l'impact sur l'environnement) de 5 étoiles sur 5. Dans le détail, elle obtient un score de 10/10 pour l'indice de qualité de l'air, 9,1/10 pour l'indice d'efficacité énergétique et 9,3/10 pour l'indice des gaz à effet de serre.

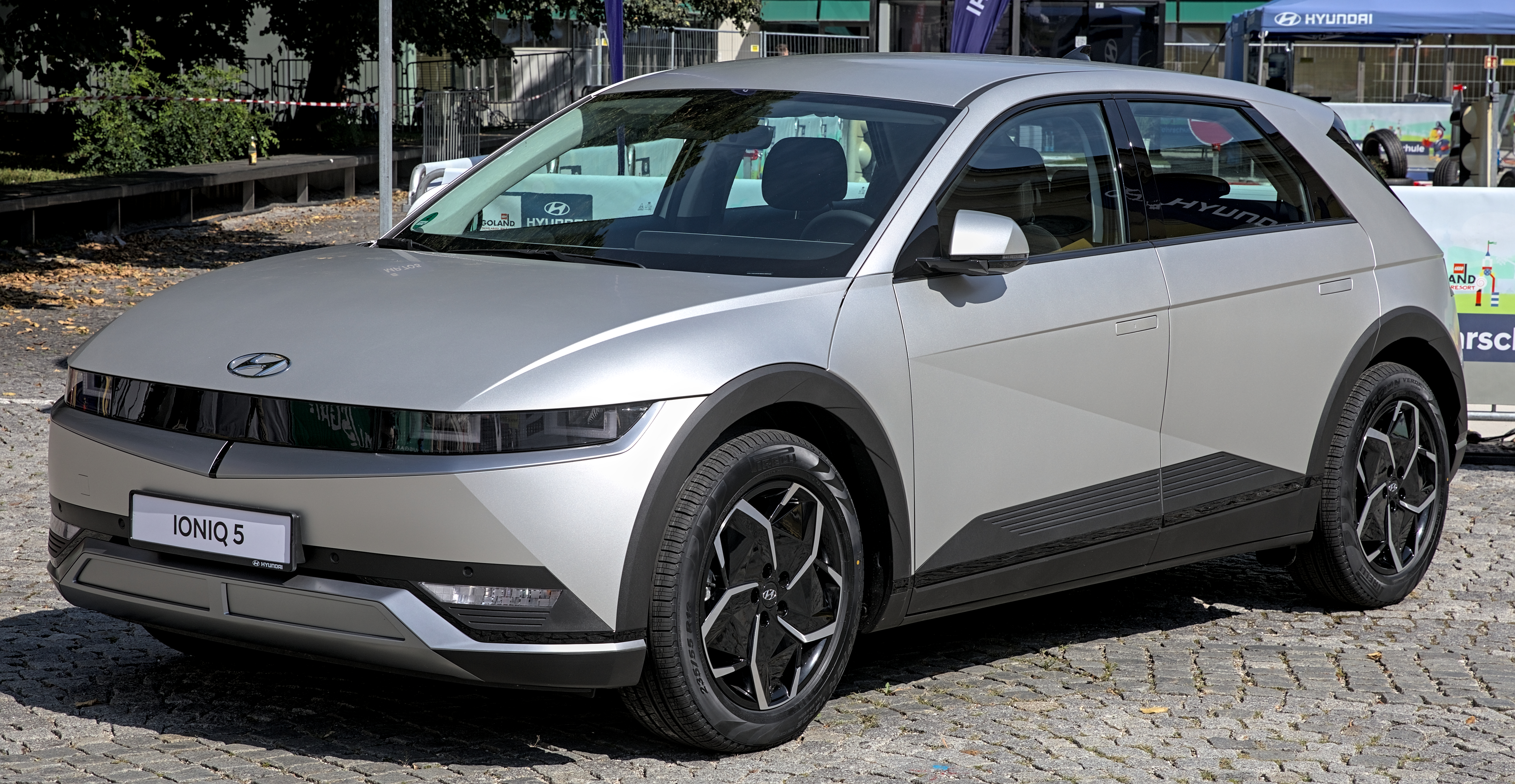
Vue avant
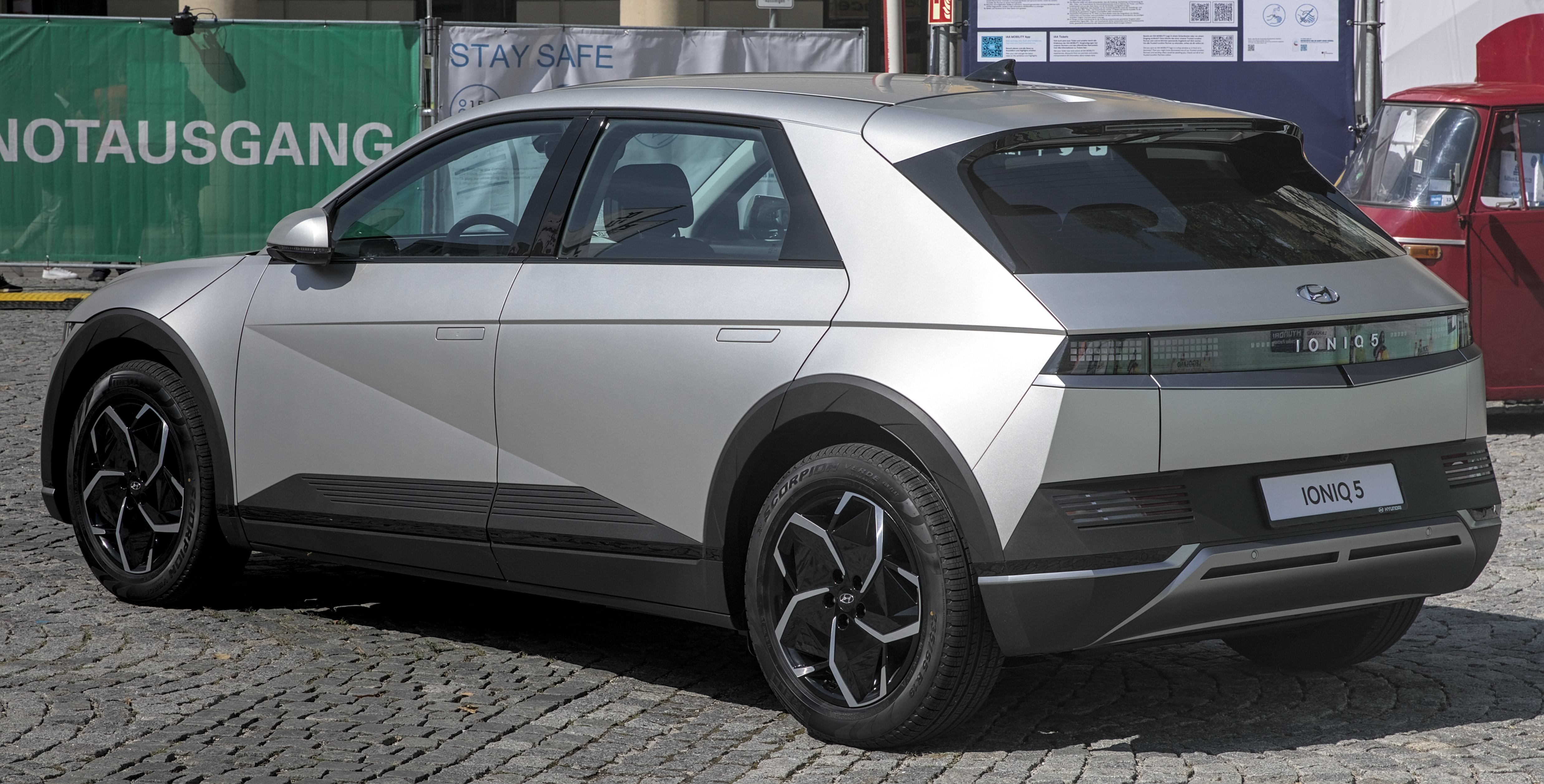
Vue arrière
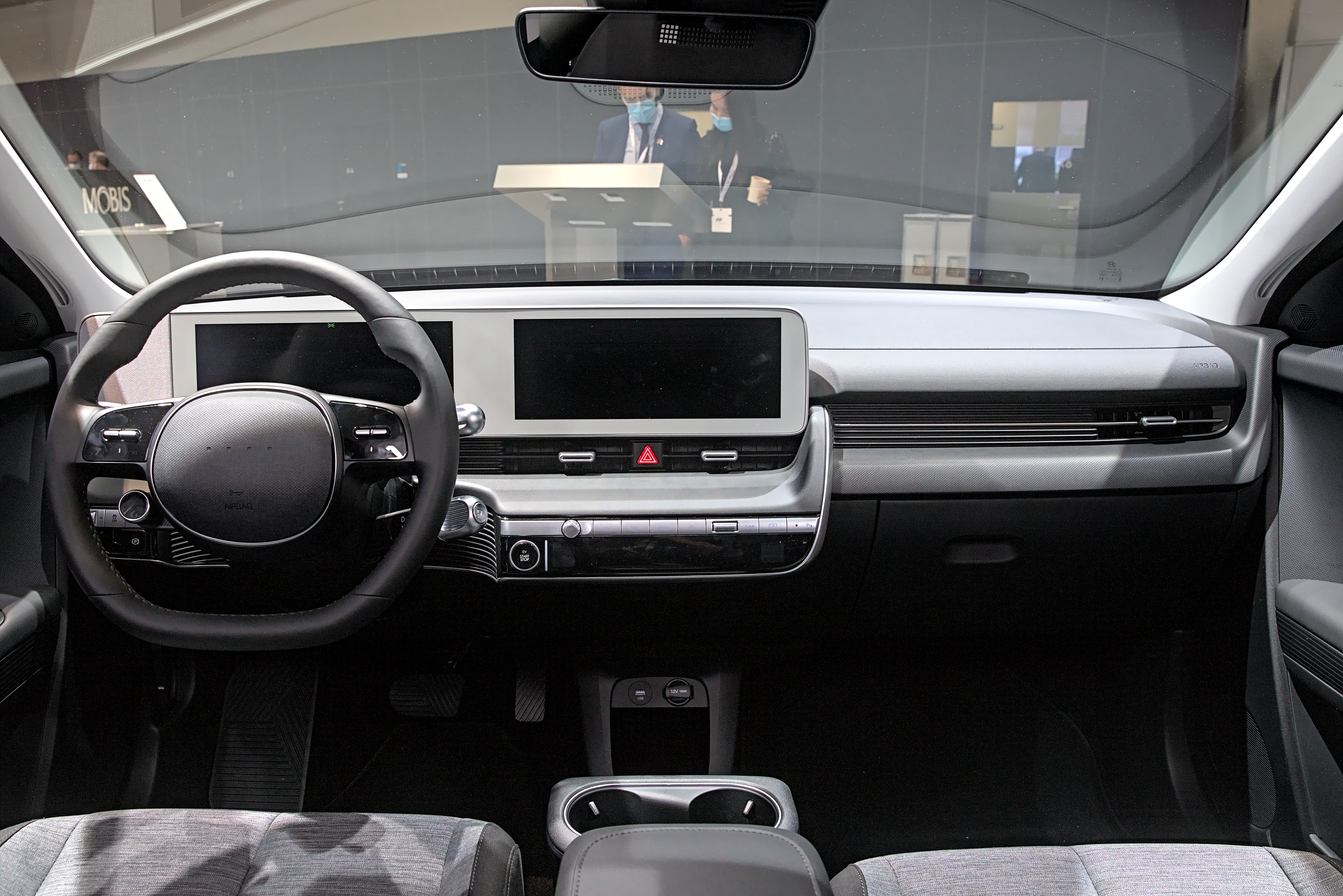
Intérieur

Le 13 juillet 2023, le constructeur coréen présente la Ioniq 5 N, version sportive de la berline, au Festival de vitesse de Goodwood, dotée de deux moteurs électriques pour une puissance de 609 ch, et même 650 ch pendant 10 secondes grâce à sa fonction N Grin Boost.

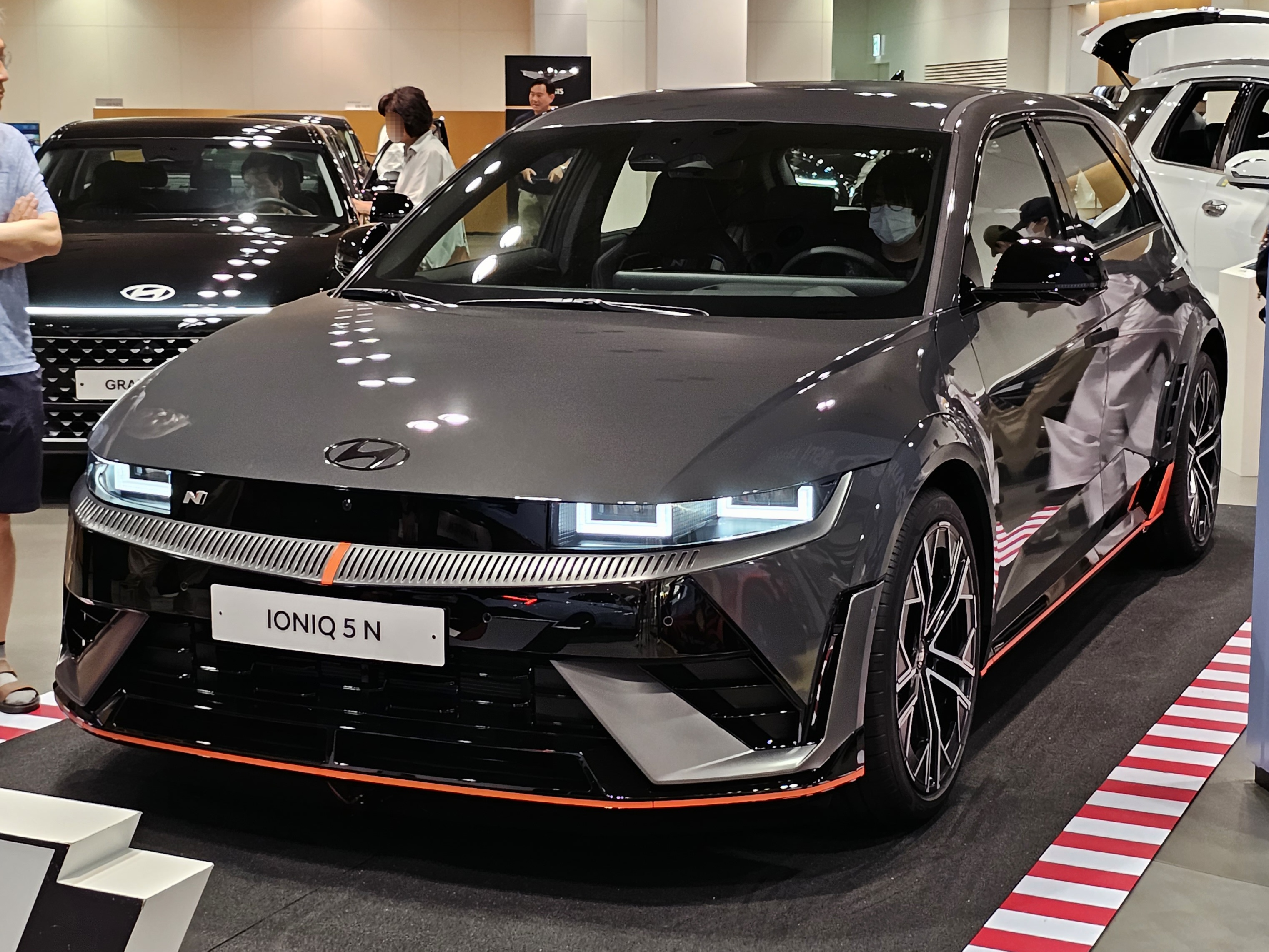
Hyundai Ioniq 5 N
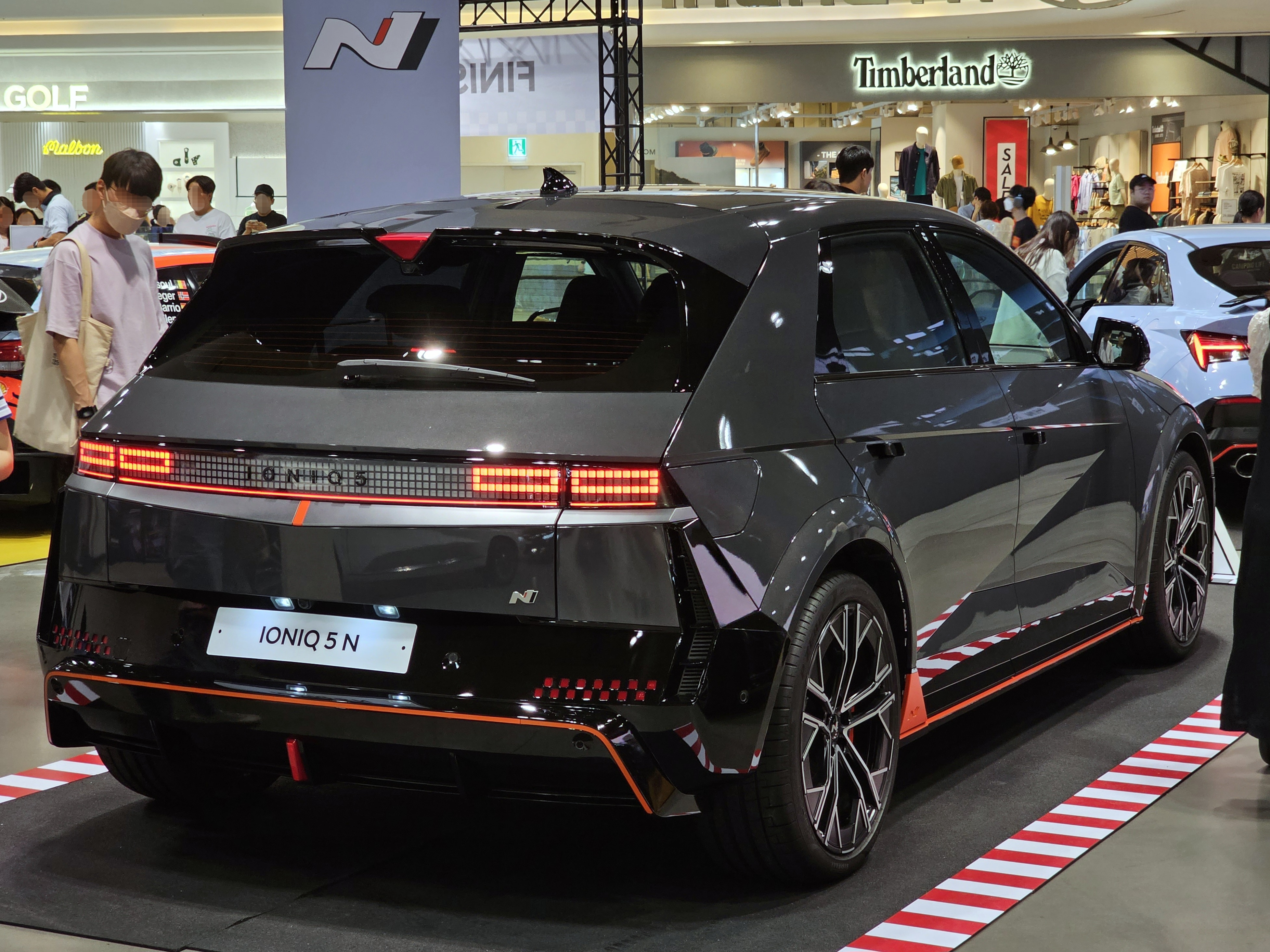
Vue arrière
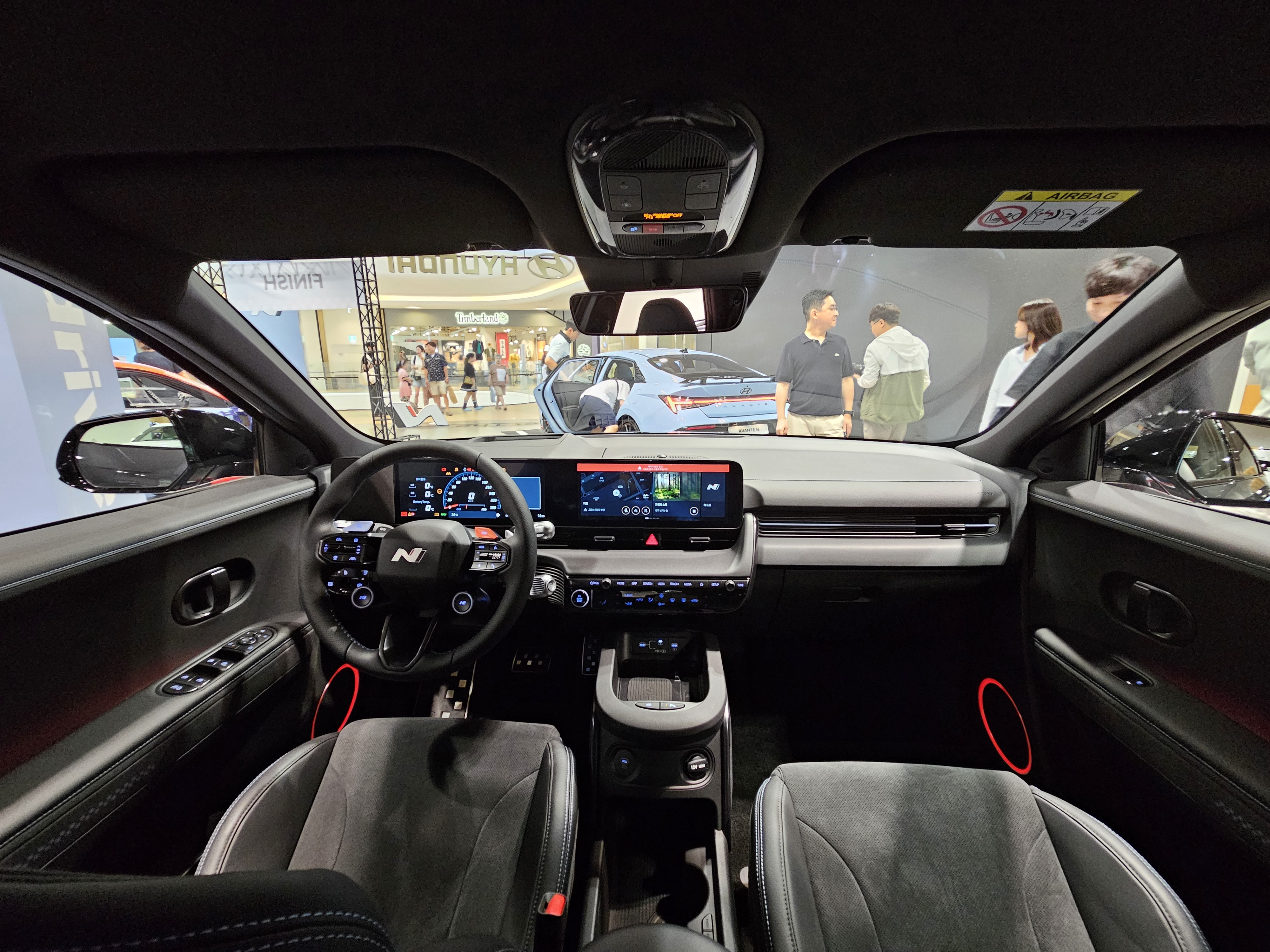
Intérieur

### Phase 2
La version restylée de la Ioniq 5 est présentée le 5 mars 2024.

## Caractéristiques techniques
La Ioniq 5 repose sur la nouvelle plateforme technique E-GMP (E-Global Modular Platform) destinée aux véhicules électriques du groupe coréen.

### Motorisation
Le SUV peut recevoir un moteur électrique à l'arrière (propulsion) ou un moteur sur chaque essieu (transmission intégrale).

### Batterie
La Ioniq 5 est disponible avec deux packs de batterie distincts fonctionnant sous 800 V, d'une capacité de 58 kWh pour une autonomie de 450 km ou 72,6 kWh pour une autonomie de 550 km. Basé sur la norme internationale de mesure des émissions pour les petites voitures, elle peut charger l'énergie nécessaire pour parcourir environ 100 km en 5 minutes. La Ioniq 5 accepte jusqu'à 220 kW en puissance de charge en courant continu. La prise de charge est une DC Combo-1.
En 2022, la capacité de la batterie augmente et passe de 72,6 à 77,4 kWh.
| Logo de Hyundai                  | Hyundai Ioniq 5 | Hyundai Ioniq 5   | Hyundai Ioniq 5                        | Hyundai Ioniq 5                                   |
| Logo de Hyundai                  | 58 kWh          | 77 kWh [72,6 kWh] | 77 kWh [72,6 kWh]                      | N                                                 |
| -------------------------------- | --------------- | ----------------- | -------------------------------------- | ------------------------------------------------- |
| Puissance moteur électrique (kW) | arrière : 125   | arrière : 160     | avant : 70 arrière : 155               | avant : 166 (boost 175) arrière : 282 (boost 303) |
| Puissance maximale ch (kW)       | 170 (125)       | 218 (160)         | 306 (224,6)                            | 609 (448) boost 650 (478)                         |
| Couple maximal (N m)             | 350             | 350               | avant : 255 arrière : 350 cumulé : 605 |                                                   |
| Transmission                     | Propulsion      | Propulsion        | Intégrale                              | Intégrale                                         |
| Vitesse maximale (en km/h)       | 185             | 185               | 185                                    | 260                                               |
| 0-100 km/h (en s)                | 8,5             | 7,4               | 5,2                                    | 3,4                                               |
| Masse à vide (kg)                | 1905            | 1985              | 2095                                   |                                                   |
| Batterie                         |                 |                   |                                        |                                                   |
| Type                             | Lithium Ion     | Lithium Ion       | Lithium Ion                            | Lithium Ion                                       |
| Capacité brute (kWh)             | 58              | 77,4 [72,6]       | 77,4 [72,6]                            | 84                                                |
| Autonomie WLTP (km)              | 384             | 507 [476]         | 481 [454]                              |                                                   |
| Temps de recharge                |                 |                   |                                        |                                                   |
| sur une Wallbox 11 kW            | 4h59            | 6h09              | 6h09                                   |                                                   |
| sur une borne 50 kW              | 47 min          | 57 min            | 57 min                                 |                                                   |
| sur une borne 150 kW (DC)        | 18 min          | 18 min            |                                        |                                                   |

[*] Les données concernent l'ancienne batterie, produite jusqu'en 2022, dont la capacité était de 72,6 kWh.

## Finitions
- Intuitive[18]
  - Aide au stationnement arrière
  - Assistance active à la conduite sur autoroute
  - Caméra de recul avec lignes de guidage dynamiques
  - Chargeur embarqué tri-phasé 11 kW
  - Climatisation automatique bi-zone
  - Feux arrière à LED type «Pixel»
  - Feux avant Bi-LED
  - Freinage regénératif intelligent
  - Jantes alliage 19’’
  - Limiteur de vitesse intelligent
  - Poignées de portes extérieures rétractables
  - Système multimédia avec écran couleur tactile 12,3’’

- Creative
  - Aide au stationnement avant
  - Assistance à la sortie du véhicule
  - Assistance active à la conduite sur autoroute avec fonction changement de voie
  - Console centrale avant coulissante
  - Freinage d’urgence autonome avec fonction croisement
  - Sellerie cuir / tissu
  - Siège conducteur réglable électriquement
  - Sièges avant chauffants
  - Système de chauffage par pompe à chaleur
  - Volant chauffant

- Executive
  - Affichage caméra des angles morts
  - Affichage tête-haute sur pare-brise avec réalité augmentée
  - Calandre rétroéclairée
  - Caméra 360°
  - Chargeur inversé (V2L) - Adaptateur pour prise de charge extérieure et prise 220V sous les sièges arrière
  - Clignotants avant et arrière à LED
  - Commande de stationnement à distance via télécommande (avant / arrière / créneau / bataille)
  - Feux avant Bi-LED type projection
  - Hayon mains-libres intelligent
  - Poignées de portes extérieures rétractables automatiquement
  - Rétroviseurs intérieur et extérieurs "caméras" (en option)
  - Sellerie cuir (dossier et assise)
  - Sièges arrière chauffants
  - Sièges arrière coulissants électriquement
  - Sièges avant ventilés
  - Système audio premium Bose®
  - Toit vitré panoramique avec plafonnier à LED

- N Line
  - Boucliers, des jupes latérales et des jantes de 20 pouces spécifiques N Line
  - Volant N Line
  - Pédalier en métal N Line
  - Ciel de toit noir
  - Sièges sport avec logo N
  - Surpiqûres contrastées rouges

### Série limitée
- First Edition
  - 150 exemplaires pour le lancement du modèle en 2021[19].

## Concept car
La Hyundai 45 EV est un concept car de berline 100 % électrique présentée au salon de Francfort 2019 et préfigurant la Ioniq 5, premier modèle de la nouvelle marque Ioniq du groupe Hyundai.